# Operazione Caban
L'Operazione Caban (in francese Opération Caban) fu un'operazione militare senza spargimento di sangue condotta dalla Francia nel settembre 1979 per deporre l'imperatore Bokassa I e restaurare l'ex presidente in esilio David Dacko, portando alla rinascita della Repubblica Centrafricana.

## Storia
Nel gennaio del 1979, l'imperatore Bokassa I era diventato un despota largamente odiato dalla popolazione centrafricana. La sua caduta ebbe inizio da un decreto che imponeva a tutti gli studenti delle scuole superiori dell'impero di acquistare le uniformi da un'azienda di proprietà di una delle sue mogli. Ciò portò a proteste da parte degli studenti di Bangui e al lancio di pietre contro l'auto dell'imperatore. Nell'aprile 1979, Bokassa ordinò alle Forze Armate Centrafricane di sedare l'agitazione popolare e arrestare gli studenti adolescenti. Nei due giorni successivi, circa 100 ragazzi furono brutalmente uccisi e l'incidente divenne noto come il "massacro dei ragazzi di Bangui". Una commissione di giudici si è riunita e ha proposto di arrestare e processare Bokassa per il massacro. Bokassa quindi fuggì in Libia, cercando rifugio presso il dittatore Muammar Gheddafi. I francesi reagirono e in poco tempo lanciarono un'operazione militare per rovesciare Bokassa e insediare David Dacko, ex presidente della Repubblica Centrafricana, allora in esilio in Europa. Le truppe francesi arrivarono dal Gabon e dal Ciad e il colpo di stato, avvenuto il 21 settembre 1979, ebbe successo, riportando Dacko alla presidenza dopo 13 anni di assenza e restaurando la Repubblica Centrafricana. Bokassa, che nel frattempo aveva trovato rifugio in Francia, tornò infine in Centrafrica nel 1987, dove fu immediatamente arrestato e condannato a morte, commutata in ergastolo un anno dopo. Come uno dei suoi ultimi atti in carica, nel 1993, il presidente André Kolingba concesse un'amnistia generale per tutti i prigionieri, compreso Bokassa, che morì tre anni dopo.